# Melinda Kgadiete
Melinda Kgadiete (* 21. Juli 1992) ist eine südafrikanische Fußballspielerin.

## Karriere

### Klub
Auf Klubebene ist sie derzeit bei den Mamelodi Sundowns aktiv.

### Nationalmannschaft
Mit der südafrikanischen Nationalmannschaft nahm sie am Afrika-Cup 2022 teil. Am Ende gewann ihr Team im Finale gegen Marokko das Turnier und wurde somit erstmals in der Geschichte der Mannschaft zum Afrikameister. So gelang dann ihrem Team die Qualifikation für die Weltmeisterschaft 2023.